# Burkina Faso en los Juegos Olímpicos de Seúl 1988
Burkina Faso estuvo representada en los Juegos Olímpicos de Seúl 1988 por seis deportistas, cinco hombres y una mujer, que compitieron en dos deportes.
El portador de la bandera en la ceremonia de apertura fue el boxeador Sounaila Sagnon. El equipo olímpico burkinés no obtuvo ninguna medalla en estos Juegos.